# Conseil de la vallée Meander
Pour les articles homonymes, voir Meander.
Le Conseil de la vallée Meander est une zone d'administration locale au nord de la Tasmanie en Australie dont la principale localité est Deloraine. 
Le territoire de ce Conseil recouvre la plus grande partie de la vallée du fleuve Meander (en), ainsi que la chaîne de montagnes Great Western Tiers (en).

## Localités
Le conseil gère de petites localités comme Bracknell (en), Carrick (en), Chudleigh, Elizabeth Town, Hagley (en), Mole Creek et Westbury (en), siège du conseil, ainsi que la grande banlieue ouest de Launceston et sa ville satellite  Hadspen (en).